# Podział administracyjny Wysp Świętego Tomasza i Książęcej
Podział administracyjny Wysp Świętego Tomasza i Książęcej jest dwustopniowy, obejmuje dwie prowincje, które dzielą się na siedem dystryktów.

## Prowincje
Wyspy Świętego Tomasza i Książęca podzielone są na 2 prowincje, obejmujące każda jedną z dwóch głównych wysp państwa:
- Wyspa Świętego Tomasza ze stolicą w São Tomé,
- Wyspa Książęca ze stolicą w Santo António; od 29 kwietnia 1995 posiada własny rząd lokalny.

## Okręgi
Dalej prowincje podzielone są na 7 okręgów: sześć na Wyspie Świętego Tomasza i jeden na Wyspie Książęcej:
1. Água Grande
2. Cantagalo
3. Caué
4. Lembá
5. Lobata
6. Mé-Zóchi
7. Pagué